# Босански пријатељ
„Босански пријатељ“ је био први босанскохерцеговачки часопис, који је почео излазити 1850. године. Оснивач, уредник и за живота готово једини аутор је био фра Иван Фрањо Јукић. Објављена су укупно четири броја, од којих је прва три припремио Јукић а последњи број његов ученик фра Антун Кнежевић.
Часопис је нудио информације из историје, географије, етнографије, етномедицине, народног стваралаштва и културне дјелатности истакнутих појединаца. Заступао је и разне књижевне правце и представљао својеврсну енциклопедију знања и забавног садржаја. Од радова објављених у часопису се издвајају: Љетопис Католичке цркве, Земљодржавописни преглед турског царства у Еуропи, Омер-паша и босански Турци и путопис Путовање из Сарајева у Цариград 1852. године.

## Издања
Први број Босанског пријатеља Јукић је завршио 1850. у Варцар Вакуфу (данашњем Мркоњић Граду), а штампао га је Људевит Гај исте године у Загребу у својој штампарији и о свом трошку. Материјал за прву свеску Јукић је прикупљао годинама раније, јер је планирао оснивање књижевног друштва „Коло босанско“ које би објављивало свој часопис, али до тога није дошло. Први број је посвећен бискупу Јосипу Штросмајеру и имао је 140 страна. У њему се, између осталог, аутор жали на тешкоће око издавања часописа и позива на оснивање књижевног друштва и пребацује црквеним и световним властима што немају разумијевања за овакве идеје.
Други број је изашао у новембру 1851. и трошкове штампања је сносио сам Јукић. Овај број је имао око 200 страна и био је посвећен сераскеру Омер-паши Латасу. Само два мјесеца након објављивања овог броја, Латас је Јукића ухапсио у Сарајеву и касније пребацио у цариградски затвор и протјерао из Босне.
Трећи број часописа Јукић је састављао у изгнанству, углавном за вријеме службе у Ђакову. Објављен је тек 1861. (четири године након његове смрти), а штампање је омогућила Матица Илирска. Имао је 215 страница.
Четврти број је саставио и издао 1870. године у Сиску фра Антун Кнежевић, који је у Варцар Вакуфу био Јукићев ученик и касније близак пријатељ и следбеник.